# 陳申公
陳申公（？—前961年），媯姓，名犀侯，為西周諸侯國陳國第二位君主。陳胡公之子，承襲陳胡公擔任君主，在位期間為前985年—前961年，共25年。
二世，公满之子，申公讳犀侯，周成王时，承父国统立为申公（周成王在位期间为公元前1042年至1021年），生子突。皋羊是满公次子，承兄国统立为相公。

## 家庭

### 父母
- 父：陳胡公

### 兄弟
- 弟：陳相公

### 子女
- 陳孝公